# Helmut Neubauer (Historiker)
Helmut Neubauer (* 12. März 1925 in Rodheim vor der Höhe; † 29. Mai 2001 in Heidelberg) war ein deutscher Osteuropa-Neuzeithistoriker.

## Leben und Wirken
Neubauer legte 1943 in Frankfurt am Main sein Abitur ab und wurde anschließend zum Kriegsdienst eingezogen. Von 1945 bis 1949 war er in sowjetischer Kriegsgefangenschaft. Von 1950 bis 1955 studierte er an der Johann Wolfgang Goethe-Universität Frankfurt am Main und an der Ludwig-Maximilians-Universität München Geschichte und Slawistik und wurde 1955 promoviert. Ab 1955 war er Wissenschaftlicher Mitarbeiter am Osteuropainstitut in München. Im selben Jahr heiratete er die Geographin Traute von Koppen (* 1936), mit der er drei Kinder hatte.
1962 habilitierte er sich an der Ludwig-Maximilians-Universität München; ab dem gleichen Jahr war er dort Privatdozent. Ab 1964 war er außerordentlicher, ab 1966 ordentlicher Professor an der Universität Heidelberg und dort von 1967 bis 1969 Pressesprecher des Rektorats. Von 8. Januar 1970 bis 20. Januar 1971 war er Dekan der Philologisch-Historischen Fakultät der Universität Mannheim.
Von 1990 bis 1997 war er Lehrbeauftragter an der Universität Mannheim. Er verfasste Arbeiten zur Geschichte Osteuropas, hauptsächlich zur frühen Neuzeit und zur Geschichtsschreibung.

## Schriften
- Zar und Selbstherrscher: Beiträge zur Geschichte der Autokratie in Rußland. (= Veröffentlichungen des Osteuropa-Instituts München. 22). Harrassowitz. 1963. (Habilitationsschrift)
- München und Moskau 1918/1919 : Zur Geschichte der Rätebewegung in Bayern. (= Jahrbücher zur Geschichte Osteuropas. Beiheft 4). München 1958, DNB 458779733.
- Die Aufhebung der Leibeigenschaft in Rußland und die zeitgenössischen Berichte der Cotta’schen. In: Allgemeinen Zeitung. 1955. (Dissertation)